# Dyscophogryllus saltator
Dyscophogryllus saltator är en insektsart som först beskrevs av Henri Saussure 1874.  Dyscophogryllus saltator ingår i släktet Dyscophogryllus och familjen syrsor. Inga underarter finns listade i Catalogue of Life.